# Leonard Arthur Hawes
Leonard Arthur Hawes, britanski general, * 1892, † 1986.